# Мухеда
Мухеда (на шведски: Moheda) е малък град в Южна Швеция, лен Крунубери. Намира се на 20 km северозападно от град Векшьо. Населението му е 1949 души, по приблизителна оценка от декември 2017 г.

## Личности
В Мухеда е роден кинооператорът Свен Нюквист (1922 – 2006).